# Brasão de Piracicaba
O Brasão de Piracicaba é um dos símbolos que representam o município brasileiro supracitado, localizado no interior do estado de São Paulo. Foi criado pela Lei Municipal nº 301, de 17 de junho de 1952 e modificado pela Lei Municipal nº 1491, de 3 de julho de 1967. Por fim, a Lei Municipal nº 5149, de 20 de junho de 2002, alterou a redação original da lei de criação do brasão.
A coroa mural e o e timbre representam as tradições cristãs de Piracicaba e sua história ligada ao cristianismo, escudo representa a terra e o homem, a legenda simboliza uma espécie de "retrato espiritual" da cidade, com o lema em latim "Audax in intellectu et in labore", que significa "audacioso na inteligência e no trabalho", e a guarnição simboliza as produções da terra.